# Asami
Asami, prononcé "Assami", est à la fois un prénom féminin japonais : Asami (麻美 ou あさ美), et un nom propre japonais : Asami (浅見), porté entre autres par :

## Prénom
- Asami, nom de scène de la chanteuse japonaise Asami Yoshida.
- Asami Abe, chanteuse et idole japonaise
- Asami Kanai, musicienne et actrice japonaise
- Asami Kimura, chanteuse et idole japonaise, ex-Country Musume
- Asami Konno, chanteuse et idole japonaise, ex-Morning Musume
- Asami Yoshida (basket-ball), basketteuse japonaise
- Asami Zdrenka, membre du groupe anglais Neon Jungle.

## Nom
- Haruna Asami, judokate japonaise.
- Seiya Asami, escrimeur japonais.